# Liste des lieux imaginaires dans Les Aventures de Tintin

Cet article contient la liste des lieux qui sont mentionnés dans les bandes dessinées Les Aventures de Tintin mais qui n'existent pas dans la réalité.
- Haut – A
- B
- C
- D
- E
- F
- G
- H
- I
- J
- K
- L
- M
- N
- O
- P
- Q
- R
- S
- T
- U
- V
- W
- X
- Y
- Z

## Un univers fictif mais réaliste
Dans ses premières aventures, Hergé proposait à ses lecteurs des « représentations mythologiques » de pays réels. À partir de L'Oreille cassée, il fait le choix d'envoyer son héros dans un pays imaginaire sans pour autant renoncer au réalisme. Le fait de transposer son récit dans un État fictif permet au dessinateur de conserver une totale liberté sur les plans géographique, historique et géopolitique, tout en l'inscrivant dans le contexte géopolitique de son époque. De fait, Hergé se libère des limites narratives que susciteraient un réalisme total.
Pour le géographe Jean-Yves Puyo, Hergé offre un exemple de « merveilleux géographique » qui met en scène une géographie imaginaire exotique et nourrie de références diverses.

## Recensement des lieux imaginaires

### Toponymes

#### A
- Afghar est le nom d'un poste avancé de l'armée française dans le Sahara, dans Le Crabe aux pinces d'or. Il est commandé par le lieutenant Delcourt[4].
- Arboujah est le nom d'une ville indienne possédant une liaison ferroviaire de l'Indian Railways avec Sehru dans Les Cigares du pharaon[4].

#### B
- Le Badurayal est un fleuve d'Amérique du Sud, situé sur le territoire de la république de San Theodoros dans L'Oreille cassée[4]. C'est en remontant ce fleuve que Tintin atteint le territoire des Arumbayas.
- Bagghar est un grand port situé sur la côte marocaine dans Le Crabe aux pinces d'or[4].
- Bakhine est une forteresse bordure où le professeur Tournesol est détenu par les services du colonel Sponsz dans l'Affaire Tournesol[4].
- Le château de Ben More est situé sur une île écossaise au large de Kiltoch, dans L'Île Noire. La bâtisse, présumée hantée, abrite en réalité les activités illicites d'un réseau de trafiquants de fausse monnaie[4].
- Bir El Ambik est un puits de pétrole situé dans le désert du Khemed dans Tintin au pays de l'or noir[4]. Son nom provient d'un jeu de mots entre le bruxellois Bier Lambiek signifiant bière Lambic et l'arabe بئر أل إنبيق bar al 'inbiq qui est la juxtaposition de deux mots : puits et alambic[réf. nécessaire].
- La Bordurie est un pays d'Europe centrale, voisin et éternel rival de la Syldavie. Il accueille une partie de l'action du Sceptre d'Ottokar et de L'Affaire Tournesol, tandis qu'il est cité dans Objectif Lune, On a marché sur la Lune et Tintin et les Picaros[4].
- L'hôtel Bristol est l'hôtel où le général Alcazar prétend être descendu dans Coke en stock[4].

#### C
- Charahbang est le nom d'un village tibétain situé à proximité de la montagne himalayenne du Museau du Yack dans Tintin au Tibet[4].
- Chavannes est le nom d'une localité de Belgique vers laquelle les ravisseurs du professeur Tournesol s'enfuient dans Les Sept Boules de cristal[4]. Un village du nom de Chavanne (Belgique) (sans 's') existe pourtant réellement dans la province du Luxembourg, non loin de Namur.
- Cheng Fou est le nom d'une gare chinoise dans Le Lotus bleu[4].
- Le Continental Hôtel est le nom d'un hôtel de Shanghai où Tintin descend dans Le Lotus bleu[4].
- Le Cristobal Colon est le nom d'un hôtel de Callao où Tintin et le capitaine Haddock séjournent dans Le Temple du Soleil[4].

#### D
- Dahlak Kebir est une île de la Mer Rouge dans Coke en stock[4].
- Dbrnouk est une ville de Syldavie, située sur la côte sud, dans Le Sceptre d'Ottokar[4].
- Le Djebel Kadheïh est une région désertique du Khemed dans Coke en stock[4].
- Douma est un port et une ville côtière de Syldavie qui possède une liaison aérienne avec Marseille, dans Le Sceptre d'Ottokar[4].

#### E
- Eastdown est une ville du Sussex, dans le sud de l'Angleterre, où un avion sans immatriculation s'écrase dans L'Île noire[4]. Un lieu homonyme existe réellement dans le South Hams, gouvernement local du district de la côte sud du Devon[5].
- L'hôtel Excelsior, où loge le général Alcazar dans Coke en stock[4].

#### F
- Falaizy est une commune de la banlieue de Bruxelles où habitent les deux bandits Alonzo Perez et Ramon Bada, qui ont enlevé le perroquet du sculpteur Balthazar dans L'Oreille cassée[4].
- Lac de Flechizzaf (Tintin et le Lac aux requins) : lac artificiel situé sur la frontière entre la Syldavie et la Bordurie. Signifie, en bruxellois : 'Jef, de flèch is af' c'est-à-dire 'Joseph, la flèche (la perche du tramway) n'est plus en contact avec la caténaire'.
- Foghelpick (Tintin et le Lac aux requins) : ancien village de Syldavie, submergé à la suite de la création du lac artificiel de Flechizzaf. En Belgique, le vogelpik est un jeu de fléchettes.

#### G
- Le Gopal, cité dans Les Bijoux de la Castafiore, est un état princier de la péninsule indienne, situé au pied de l'Himalaya, entre l'Inde et le Népal[4]. Il intervient également dans La Vallée des Cobras, le cinquième et dernier album de la série Les Aventures de Jo, Zette et Jocko, également dessinée par Hergé.
- Le Gran Chapo est une région limitrophe du San Theodoros et du Nuevo Rico, dans L'Oreille cassée. La région, disputée entre les deux pays, est censée renfermer d'importantes ressources en pétrole[4].

#### H
- Hambalapur est un royaume indien régi par un maharadjah évoqué par le fakir Ragdalam dans Les Sept Boules de cristal[4].
- Hasch El Hemm est la résidence officielle de l'émir de Khemed, Mohammed Ben Kalish Ezab, située à une vingtaine de kilomètres de la capitale Wadesdah[4]. Son nom est un homonyme de HLM (Habitation à Loyer Modéré).
- Halchester est le nom d'un village anglais qui possède un aérodrome duquel Tintin s'envole pour l'Écosse dans L'Île noire.
- Hou-Kou est une ville chinoise située au bord du fleuve Yang-Tsé-Kiang dans Le Lotus bleu[4].

#### I
- Istow est une ville de Syldavie citée dans Le Sceptre d'Ottokar.

#### J
- Jauga est une ville du Pérou, où vit Zorrino dans Le Temple du soleil[4].

#### K
- Kalabelou est un village africain du Congo belge dans Tintin au Congo[4].
- Kefheïr est le nom d'un puits dans le Sahara, près de Timmin, cité dans Le Crabe aux pinces d'or[4].
- Le Khemed est un émirat de la péninsule arabe bordant la mer Rouge, où se déroule une grande partie de l'action de Tintin au pays de l'or noir et de Coke en stock. L'émir Mohammed Ben Kalish Ezab et son rival le cheik Bab El Ehr s'y disputent constamment le pouvoir, sous les yeux des puissances occidentales[4].
- Khemkhâh est un port du Khemed dans Tintin au pays de l'or noir. Son nom vient de l'expression bruxelloise « ik heb het koud », voulant dire « j'ai froid »[6].
- Khor-Biyong est un monastère bouddhiste dans lequel Tintin, le capitaine Haddock et Tharkey sont recueillis après une avalanche dans Tintin au Tibet[4]. Son nom provient de Corbion, toponyme porté par plusieurs localités belges[7].
- Kiltoch est un village côtier du nord de l'Écosse, au large duquel se situe L'Île Noire[4].
- Klow est la capitale de la Syldavie, autrefois dénommée Zileheroum pendant la période de domination turque de la région. En syldave, son nom signifie « ville reconquise », de « kloho » (conquête) et « ow » (ville)[8].
- Kragoniedin est une ville de Syldavie, réputée pour sources thermales, citée dans Le Sceptre d'Ottokar[4].
- Le château Kropow est la forteresse médiévale Klow, où est conservé le trésor royal syldave[4].

#### L
- Las Dopicos est la capitale du San Theodoros, dans L'Oreille cassée. La ville change plusieurs fois de nom au fil des révolutions, rebaptisée Tapiocapolis par le général Tapioca et Alcazaropolis par le général Alcazar[4].
- Littlegate est une ville du sud de l'Angleterre située entre Douvres et Eastdown qui compte une gare, mentionnée dans L'Île Noire.

#### M
- La Moltus est une rivière syldave, citée dans Le Sceptre d'Ottokar[4].
- Moulinsart est un village de Belgique situé à proximité de Bruxelles, probablement dans le Brabant wallon. Il compte une église, une gare, une gendarmerie et la boucherie Sanzot. Il abrite le château de Moulinsart que le capitaine Haddock achète à la fin du Trésor de Rackham le Rouge[4].
- Le Museau du Yack est le nom d'une montagne himalayenne dans Tintin au Tibet[4].

#### N
- Niedzdrow est une ville de Syldavie, citée dans Le Sceptre d'Ottokar[4]. Située dans la vallée du Wladir, l'un des deux grands fleuves qui traversent le pays, son allure rappelle celle de Mostar, en Bosnie-Herzégovine[9].
- Le Nuevo Rico, dans L'Oreille cassée, est un état d'Amérique du Sud, frontalier du San Theodoros et dont la capitale est Sanfacion. Il est inspiré du Paraguay[4],[10].

#### P
- Palissy est une localité de Belgique où réside le professeur Hippolyte Bergamotte dans Les 7 boules de cristal[4].
- Poh-Prying est un village tibétain dans Tintin au Tibet[4]. Son nom provient de la ville belge de Poperinge[7].
- La Poldévie est le nom d'un pays dont le consul fréquente la fumerie d'opium du Lotus bleu dans l'album du même nom[4]. À travers ce nom, Hergé fait référence à un célèbre canular mis sur pied en France en 1929 par Alain Mellet, journaliste et membre de L'Action française de Charles Maurras, dans le but de ridiculiser des parlementaires républicains[11].
- Le république Poldomoldaque est un État dont le président inaugure une exposition canine dans Le Lotus bleu[4].
- Pulau-Pulau Bompa est une île volcanique indonésienne dans Vol 714 pour Sydney, située dans les îles de la Sonde[4].

#### R
- Le Rawajpoutalah est un royaume situé en Inde dans Les Cigares du pharaon[4].
- Redskincity est une petite ville du  Far-West, située à deux jours en train de Chicago, à proximité de réserves de Peaux-Rouges, dans Tintin en Amérique[4].

#### S
- Sanfacion est la capitale du Nuevo Rico, dans L'Oreille cassée[4].
- Santa Clara est une petite ville du Pérou, dans Le Temple du soleil[4].
- Le San Theodoros est un pays d'Amérique du Sud que Tintin visite à deux reprises, dans L'Oreille cassée et Tintin et les Picaros[4]. Il est notamment inspiré de la Bolivie[10].
- Le Sao Rico est un pays d'Amérique du Sud, point de départ du navire Peary dans L'Étoile mystérieuse[4].
- Sbrodj est le siège du Centre de recherches atomiques, située au cœur des montagnes syldaves dans Objectif Lune[4].
- Sedoa est un village tibétain, dans Tintin au Tibet[4].
- Sehru ville d'Inde possédant une liaison ferroviaire de l'Indian Railways avec Arboujah, dans Les Cigares du Pharaon[4]. Son nom est dérivé de la ville de Céroux-Mousty, résidence d'Hergé à partir de 1953[12].
- Silvermount est une localité près de Chicago où Milou est retenu après avoir été enlevé par des bandits, dans Tintin en Amérique[4].
- Sondonésie (Vol 714 pour Sydney) : archipel appartenant aux îles de la Sonde et à l'Indonésie, dont certains habitants luttent pour leur indépendance.
- Le Syldavie est un pays d'Europe centrale, situé dans la péninsule des Balkans. Il est au centre de plusieurs intrigues liées à son opposition avec la Bordurie[4].
- Szohôd est la capitale de la Bordurie, où Tintin et le capitaine Haddock se rendent dans L'Affaire Tournesol) : capitale de la Bordurie[4].

#### T
- Tel Al Oued est un oasis situé dans le désert du Khemed, dans Tintin au pays de l'or noir[4].
- Tesznik est une localité syldave dont le nom est visible sur un panneau routier dans Objectif Lune[4].
- Timmin est une localité saharienne citée dans Le Crabe aux pinces d'or[4].
- Trenxcoatl est un site archéologique et touristique du San Theodoros dans Tintin et les Picaros. Il abrite une pyramide « paztèque »[4],[3].

#### V
- Vargèse est une station de sports d'hiver de Haute-Savoie, en France, où Tintin, le capitaine Haddock et le professeur Tournesol passent leurs vacances dans Tintin au Tibet[4].

#### W
- Wadesdah est la capitale du Khemed. Elle tire son nom de l'expression bruxelloise « wat is dat ? », qui signifie « qu'est-ce que c'est que ça ? »[4].
- Wei-Piyong est une région tibétaine, citée dans Tintin au Tibet[4]. Son nom provient de la ville belge de Wépion.
- Le Wladir est un fleuve syldave, cité dans Le Sceptre d'Ottokar[4].

#### Y
- Yabbecca est une ville d'Arabie, dans Les Cigares du Pharaon[4].

#### Z
- Zlip est un village de Syldavie où Tintin est arrêté par la gendarmerie dans Le Sceptre d'Ottokar[4].
- Les Zmyhlpathes sont un massif montagneux syldave riche en en gisements d'uranium, dans Objectif Lune. Le Centre de recherche atomique de Sbrodj y est situé, à proximité du mont Zstopnohle, point culminant de la chaîne[4].

### Lieux de résidence et noms de rue
Dans les premières aventures, c'est-à-dire de L'Oreille cassée jusqu'à Tintin au pays de l'or noir, Tintin réside au 26, rue du Labrador, une rue de Bruxelles où Tintin. Hergé invente d'autres rues de la capitale belge, comme la rue des Écureuils, où se trouve le restaurant syldave « Klow », au no 38, dans Le Sceptre d'Ottokar, la rue de l'Eucalyptus, où vit le collectionneur Ivan Ivanovitch Sakharine, au no 21, dans Le Secret de La Licorne, ou encore l'avenue du Troubadour où vit le docteur Triboulet, au no 120 dans L'Oreille cassée. Plusieurs rues fictives de Shanghai sont également nommées dans Le Lotus bleu, comme la rue de la Montagne pourpre, où vit Liou Ju-Lin, la rue du Sage immense, où réside le professeur Fan Se-Yeng, et Taï Pin Lou, où Tintin doit rencontrer son protecteur, Didi.